# Studio Cabana
Studio Cabana (japanisch スタジオカバナ) ist eine Manga-Serie von Agri Uma, die seit 2021 in Japan erscheint. Die romantische Geschichte wurde unter anderem ins Deutsche übersetzt.

## Inhalt
Yusuke Kusaka ist in der Schule unnahbar, verschlossen und macht mit seiner schludrigen Art immer wieder Probleme in der Klasse. Seit die offenherzige Yukari Maki ihn einmal in seine Schranken verwiesen hat, kommen die anderen zu ihr, wenn es etwas mit Yusuke zu klären gibt. Die Oberschülerin glaubt, dass hinter seiner Art mehr steckt. Eines Abends sieht sie ihn außerhalb der Schule und folgt ihm heimlich in einen Keller: das Studio Cabana. In dem Tonstudio hört sie seine wunderschöne Singstimme ein ungewöhnliches Liebeslied singen und lernt Daigo Nakagawa, der mit Yusuke in einer Band ist. Nachdem sie diese unerwartete Seite von ihm kennengelernt hat, will Yukari ihren gutaussehenden Mitschüler unbedingt näher kommen. Doch der weist sie nun umso mehr zurück, da er nicht will, dass irgendjemand von seiner Leidenschaft erfährt.

## Veröffentlichung
Die Serie startete im Juni 2021 im Online-Magazin Pixiv Comic, das vom Verlag Kadokawa herausgegeben wird. Dieser brachte die Kapitel auch gesammelt in bisher sieben Bänden heraus (Stand März 2025). Eine deutsche Fassung erscheint seit September 2024 bei Crunchyroll in bisher sechs Bänden (Stand Juli 2025). Die Übersetzung stammt von Victoria Maria Zach. Bei J-Pop wird eine italienische Übersetzung herausgegeben.